# ماساهيكو مينامي
ماساهيكو مينامي (باليابانية: 南 雅彦) مواليد 1961 في محافظة ميه اليابان،هو منتج أنمي ياباني ورئيس ستوديو بونز. تخرجه من جامعة أوساكا للفنون وأسس ستوديو بونز في 1998 مع كل من هيروشي أوساكا وتوشيهيرو كاواموتو.

## أعمال
- سيتي هانتر
- المقاتل المتنقل جي جاندام
- الخيميائي الفولاذي
- كاوبوي بيباب

## روابط خارجية
- ماساهيكو مينامي على موقع IMDb (الإنجليزية)
- ماساهيكو مينامي على موقع ألو سيني (الفرنسية)
- ماساهيكو مينامي على موقع أول موفي (الإنجليزية)
- ماساهيكو مينامي على موقع قاعدة بيانات الفيلم (الإنجليزية)
- ماساهيكو مينامي على موقع كينوبويسك (الروسية)
- ماساهيكو مينامي على موقع ANN person (الإنجليزية)